# Красный Яр (Черемшанский район)
 Красный Яр  — село в Черемшанском районе Татарстана. Входит в состав Верхнекаменского сельского поселения.

## География
Находится в южной части Татарстана на расстоянии приблизительно 13 км по прямой на север-северо-запад от районного центра села Черемшан.

## История
Основано в первой половине 1920-х годов.

## Население
Постоянных жителей было: в 1926—165, в 1949—192, в 1958—162, в 1970—208, в 1979—176, в 1989—101, в 2002 − 59 (татары 98 %), 56 в 2010.